# 张汉英
张汉英（1940年5月—），女，汉族，北京密云人，中华人民共和国政治人物，河南省政协原副主席，第九、十届全国人大代表。
2002年12月，中国民主建国会第八次全国代表大会在北京召开，并选举产生第八届中央委员会，他当选常务委员。